# Senna ellisiae
Senna ellisiae är en ärtväxtart som först beskrevs av John Patrick Micklethwait Brenan, och fick sitt nu gällande namn av John Michael Lock. Senna ellisiae ingår i släktet sennor, och familjen ärtväxter. Inga underarter finns listade i Catalogue of Life.